# فيناجيرفي
فيناجيرفي هي بحيرة كبيرة نوعا ما تقع في منطقة كاريليا الشمالية في فنلندا. حيث أنها تنتمي إلى منطقة مستجمعات المياه الرئيسية فووكسي. وتعد البحيرة واحدة من أكبر البحيرات في فنلندا، وتقع بالقرب من البحيرة بلديات بولفي جيرفي وأوتوكومبو ولايبري.